# Batısandal

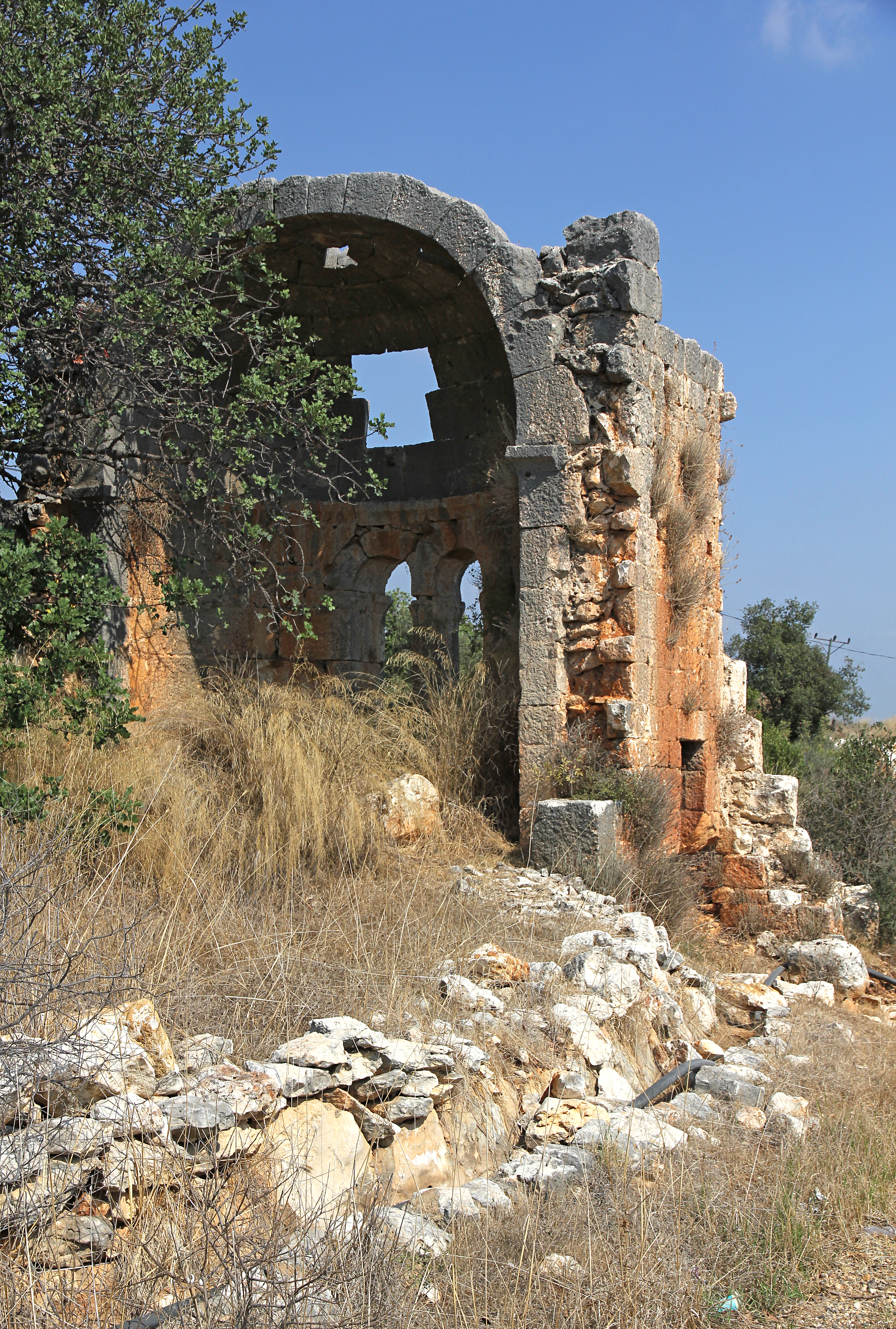
Kirche von Batısandal

Batısandal ist ein Dorf im Landkreis Erdemli der türkischen Provinz Mersin. Der Ort liegt etwa 12 Kilometer südwestlich von Erdemli und 50 Kilometer südwestlich der Provinzhauptstadt Mersin. Seit einer Gebietsreform 2014 ist der Ort kein Dorf mehr, sondern ein Ortsteil der Kreisstadt Erdemli.
Batısandal liegt im bergigen Hinterland von Limonlu, etwa fünf Kilometer vom Mittelmeer entfernt, an einer Straße, die von Limonlu vorbei an Öküzlü über Sömek nach Cambazlı und Uzuncaburç, dem antiken Olba, führt. Es liegt an der Stelle einer römisch-byzantinischen Siedlung im Rauen Kilikien. Die Ruinen sind mit modernen Häusern überbaut, teilweise sind die Gebäude auf alten Grundrissen errichtet, darin sind zahlreiche Spolien verbaut. Am östlichen Ortsrand liegen die Reste der byzantinischen Kirche von Batısandal. Etwa drei Kilometer westlich liegt die antike Ruinenstätte von Öküzlü. Über Batısandal führte eine antike Straßenverbindung vom Tal des Lamos nach Şamlıgöl und Öküzlü. In letzterem sind noch Reste der antiken Pflasterung zu sehen.